# Ловышинский стан
Ловышинский стан — административно-территориальное образование в составе Боровского уезда в XVII—XVIII веках.

## География
Находился в верхах реки Лужи, в пределах Медынского уезда, к которому был присоединён. Кроме Лужи, по землям стана протекала реки и речки: Мелешовка (сейчас Милешевка), Селчанка(пересохла) и Ловышенка (сейчас Лавыженка), Скородина (сейчас без имени).

## Этимология
На территории стана, вблизи бывшей деревни Пашковой протекает река Лавыженка, ранее называемая оврагом Ловышенским, в честь него был назван стан. Вероятно деревня Пашкова — исторический центр стана.

## История
Князь Владимир Андреевич Храбрый в 1401-м году завещал своей жене Елене среди волостей Лужецких(Малоярославских) — волость Ловышину.
По указу великого князя Василия II в 1455—1456 гг., некий Василий Андреевич межевал (разъезжал) волость Илемену княгини Евфросинии Полуектовной Дмитровской волостями самого великого князя — Боболью, Турьими горами и Ловышиною.
Люди княгини и знахари назвали Захарову деревню, Микулы Чиркова новины и Чепелеву поляну землями княгини. Сотник ловышинский Ульян с родственниками и товарищами назвали их землями великого князя. Князь рассудил перенести границу от спорных территорий и вернуть Захарову деревню, Микулины Чиркова новины и Чепелеву поляну к своим владениям.
Граница была проведена по старине «с Обжерова поля по конец Маринины деревни да на Юрьевьской дуб, да с дуба на межу на Турейскую на Васильево поле на Китаево, на клен, по ржищу по Китаеву, да на иву, а от ивы на деревню, а от деревни на Ловышинскую землю, на Олешкову деревню по меже, а по Китаевой же земле, да позади Захаровы деревни на Плешкову пустошь на заполицу от дуба, по лес, и по дубью по старине по Моруево болото, да по Верину изгороду на Моруево селищо да печище да на клен, а с клену на вымол по Микулину изгороду Чиркова, да на дубовой пень да на Сенкину межу, на ель да на клен, да по Мосейкову пустошь конец Микулина поля Чиркова да на горелый дуб, да на Боковскую заполицу в край по дуб, позади Микулиных новин Чиркова и позади Чепелевы поляны».
А на разъезде были с Васильем и сотниками, мужами и старожилами дети боярские, тутошние жильцы Микула Чирков, Федор Киров, Юрий Бескунников Тишина, Илья Григорьев, Терех Петров, Микита Борзой.
Ловышинский лес называется в грамоте Ивана III
В жалованной грамоте Василия III упоминается Ловышинский лес, в иных актах Мосейкова пустошь.
Из Приправочной книги поместных и вотчинных земель Боровского уезда по дозору 1613 года
«За иноземцом за попом за Левонтьем Ивановым сыном Лонским в поместье деревня Пашкова, а в ней пашни паханые помещиковы пол-осмины, да под деревнею под Пашковою враг сена десять копен, деревня Носанова на речке на Молшевке, а в ней пашни паханые крестьянские пашни пол-осмины, да по речке по Мышеловке луг сена десять копен, да пустошь Песья Селцо, пустошь Ондрюшева на речке на Мышеловке, пустошь Хрешова, пустошь Немцова, пустошь Гундурова на реке на Лужи, пустошь Одинцова, пол пустоши Босины, пашни перелогом и лесом поросло сто девять чети с осминою в поле, а в дву по тому ж»
За Офонасьем Ондреевым сыном Головцына в поместье деревня Коптева, а в ней пашни паханые помещиковы пол-осмины, ж пустошь Тимирева, Агавшина тож, пустошь Легостаева, Климовскоя тож, пустошь Демшина, пустошь Олферова, пашни перелогом и лесок поросло сто чети без полуосмины в поле, а в дву потому ж.
За Иваном Васильевым сыном Смердова в вотчине жеребей в селе Осеневском …. в Лавышинском стану пустошь, что было сельцо Володинское.
Примечания: поместье — ненаследуемый участок земли, выданный служивому человеку в пожизненное пользование; ос(ь)мина — мера площади пахотной земли, пол чети (четверти); копна — мера площади сенных покосов; перелог —оставленная и заросшая пахотная земля; а в дву по тому ж — указание на трехпольную систему, где фактически пахалось 1/3 всей земли, а 2/3 оставлялось под паром;
В 1679 году в поместье можайского дворянина Ивана Васильевича Ерофеева, в Ловышенском стану в пустоши Кульпине церковная Георгиевская земля.
В 1710 году крестьянину села Гиреево (в источнике Дереево) одноимённой дворцовой волости Можайского уезда, Аксёну Григорьевичу сыну Шурова, отдана в оброк пустовая церковная земля Симеона Богоприимца в Ловышенском стане Боровского уезда. В том же году дьяку села Космодемьянского, Стефану Максимову по его челобитной велено начать строительство церкви во имя Симеона Богоприимца на указанной земле. Однако, спустя шесть лет, в 1716 году Стефан Максимов, в челобитной сообщает о том, что церковь построена не была.
- Молшевка — река Милешевка (Мелешовка)
- Пашкова — бывшая деревня Пашково
- Носанова — существующая деревня Насоново
- Песья Селцо — существующая деревня Свердлово
- Тимирева, Агавшина —существующая деревня Темерево
- Демшина и Олферова — северо-восточнее деревни Скородинка
- Володинское — существующая деревня Ердово.
- Гундурова 55°06′43″ с. ш. 35°55′42″ в. д.HGЯO— на правом берегу реки Лужа, в 1782-м году ей владеет Борис Петрович Кошелев. Рядом — деревня Ердово, село Кременское и деревня Прудки.
- Церковная земля Симеона Богоприимца — существующая деревня Семено
- село Космодемьянское — бывшее село
- пустошь Кульпино — бывшая деревня Кульпино

## Населенные пункты
- Асеньевское
- Ердово
- Насоново
- Подсосенки
- Свердлово
- Темерево
- Скородинка
- Семено